# Sanhoane (Mogadouro)
Sanhoane era una freguesia portuguesa del municipio de Mogadouro, distrito de Braganza.

## Toponimia
La toponimia nos transporta para edades reculadas de la vida en Sanhoane, Castrogel, el primitivo poblado, nos muestra aún grandes vestigios de esa existencia como: piedras de molinos, manuales, piezas de cerámica y metal, estelas funerarias de origen romano. El curioso nombre de esta freguesia parece ser derivado de su Padre San Juan. Con efecto, hasta al siglo XV, era muy usual identificarse con la denominación de San Oane, Sago Ane o San One, nombre que transcurriendo los siglos o por la facilidad del lenguaje vendría a dar en Sanhoane.

## Geografía
Sanhoane tiene una extensión de 1264 hectáreas. Está situada en el centro del planalto mirandés, pero a las faldas del mayor macizo montañoso, la Sierra de Mogadouro. Pertenece al municipio de Mogadouro, del cual dista 15 kilómetros, y al distrito de Bragança. Está limitada por seis freguesias: Tó, Brunhozinho, Saldanha, Castanheira, Penas Róias y Travanca.
El paisaje es generalmente llano, pero existe un punto elevado digno de ser mencionado: el Castelico, el punto más elevado de esta freguesia y donde se vislumbra un gran horizonte, entrando por España a dentro.
El lago de Fonte da Pedra, de gran dimensión, queda situado en un pequeño valle y es atravesada por la carretera la cual conecta esta freguesia con la carretera principal, donde se practica la pesca y es un lugar ideal para el recreo y placer.

## Historia
Fue suprimida el 28 de enero de 2013, en aplicación de una resolución de la Asamblea de la República portuguesa promulgada el 16 de enero de 2013 al unirse con las freguesias de Brunhozinho y Castanheira, formando la nueva freguesia de Brunhozinho, Castanheira e Sanhoane.

## Patrimonio y turismo
- Iglesia Matriz de Sanhoane, con una nave sostenida por tres arcos románicos y tres altares con bellas imágenes.
- Capilla de Santo Amaro (Sanhoane) – gran templo con un altar y dos paneles donde nos relatan una leyenda relacionada con el milagro santo y un miembro de los Távoras, hidalgo de la Quinta de Nogal, prójima de Mogadouro, que intentó raptarlo para la capilla de su quinta, que el milagroso Santo hizo que a su caballo se le partiera una pierna y su dueño recurrió al Santo y le prometió que se mejorara el animal lo colocaría nuevamente en su altar y mandaría ampliar el templo. Y todo así aconteció. Este grandioso templo tiene aún un espacio envolvente cercado por un muro granítico donde está insertada la Casa de los Milagros para pago de las promesas referentes al milagroso Santo.
- Un gran número de palomares, característicos de esta zona.
- Fuente de buceo preservada y mamoas.
- También cabe destacar las maravillosas casas que se pueden encontrar tanto en el centro neurálgico del pueblo como en su periferia, próximas a la Iglesia Matriz de Sanhoane.

Los turistas que vienen generalmente a Sanhoane son portugueses, además de españoles, franceses, luxemburgueses, etc.

## Artesanía
Trabajos con ladrillos, centros de mesa de algodón, colchas para cama

## Gastronomía
Jamón (presunto en portugués), folar de Pascua, carne mirandesa y otras muchas variedades de alimentos y platos.

## Festividades
- Santo Amaro (15 de enero)
- Santo Amaro (último domingo de julio desde 2007)
- Santa Bárbara (primer fin de semana de septiembre)

## Asociaciones
- Asociación Cultural y Recreativa
- Asociación de Cazadores
- Asociación de Agricultores